# Periboeum pubescens
Periboeum pubescens là một loài bọ cánh cứng trong họ Cerambycidae.